# Biểu tượng của Ulster
Bàn tay đỏ Ulster (Red Hand of Ulster) là một biểu trưng, thường được dùng trên các huy hiệu để chỉ tỉnh Ulster, một tỉnh nằm ở phía bắc của đảo Ireland. Nguồn gốc của nó vẫn chưa xác định chính xác nhưng vẫn có nhiều câu chuyện huyền thoại được truyền miệng từ thế hệ này sang thế hệ khác về bàn tay "Red Hand" này. Một số mẫu hình "Red Hand" khác thì mô tả bàn tay với ngón tay cái chìa ra như nhìn thấy trên huy hiệu của Hội đồng Hiệp hội điền kinh hạt Tyrone.

## Và cuộc tranh cãi về "Red Hand"

Quốc kỳ Bắc Ireland
Biểu trưng Đại học Ulster
Biểu trưng hạt Antrim
Huy hiệu Hiệp hội điền kinh hạt Tyrone
Cờ tỉnh Ulster
Biểu trưng hạt Londonderry
Biểu trưng hạt Monaghan
Biểu trưng Vương triều "Ua Néill" ở Ulster